# Sivry-Rance
Sivry-Rance är en kommun i Belgien.   Den ligger i provinsen Hainaut och regionen Vallonien, i den södra delen av landet, 80 km söder om huvudstaden Bryssel. Antalet invånare är 4 803.
Omgivningarna runt Sivry-Rance är en mosaik av jordbruksmark och naturlig växtlighet. Runt Sivry-Rance är det ganska tätbefolkat, med 60 invånare per kvadratkilometer.